# فهرست پارک‌های ملی آمریکا بر پایه ایالت
این صفحه یک فهرست از پارک‌های ملی ایالات متحده آمریکا بر پایهٔ ایالت آن‌هاست. برخی ایالات تعداد زیادی پارک در خود دارند؛ اما تعدادی از ایالات حتّی از وجود یک پارک هم محرومند. چندتا از پارک‌ها به دلیل اینکه در اراضی چندین ایالت هستند، بیش‌تر از یک‌بار فهرست شده‌اند. پارک‌های ملی وسعت‌های مختلفی دارند و بزرگترین آن‌ها در غرب و در ایالت آلاسکا قرار دارد. درهرحال ساخت پارک‌های ملی در ایالات متحده هم‌چنان ادامه دارد.
| ایالت                     | پارک ملی            | سال تأسیس | نگاره | مساحت (ک‌م۲) |
| ------------------------- | ------------------- | --------- | ----- | ----------- |
| آلاسکا                    | دنالی               | ۱۹۱۷      |       | ۲۴،۵۸۵      |
| آلاسکا                    | دروازه‌های قطب       | ۱۹۸۰      |       | ۳۹،۴۶۰      |
| آلاسکا                    | خلیج گلیشر          | ۱۹۸۰      |       | ۱۳،۲۸۷      |
| آلاسکا                    | کاتمای              | ۱۹۸۰      |       | ۱۳،۶۹۶      |
| آلاسکا                    | آب‌درهٔ کنای          | ۱۹۸۰      |       | ۲،۸۳۳       |
| آلاسکا                    | درهٔ کوبک            | ۱۹۸۰      |       | ۶،۷۵۷       |
| آلاسکا                    | دریاچهٔ کلارک        | ۱۹۸۰      |       | ۱۶،۳۰۸      |
| آلاسکا                    | رنگل-سنت الیاس      | ۱۹۸۰      |       | ۵۳،۳۲۱      |
| ساموآی آمریکا             | ساموآی آمریکا       | ۱۹۸۸      |       | ۳۶          |
| آریزونا                   | گراند کانیون        | ۱۹۱۹      |       | ۴،۹۲۷       |
| آریزونا                   | جنگل سنگ‌شده         | ۱۹۶۲      |       | ۸۸۵         |
| آریزونا                   | ساگوارو             | ۱۹۹۴      |       | ۳۷۰         |
| آرکانزاس                  | هات اسپرینگز        | ۱۹۲۱      |       | ۲۲          |
| کالیفرنیا                 | جزیره‌های آبراهی     | ۱۹۸۰      |       | ۱۰۱۰        |
| کالیفرنیا                 | پارک ملی پینکلز     | ۱۹۰۸      |       | ۱۰۸         |
| کالیفرنیا                 | درهٔ مرگ             | ۱۹۹۴      |       | ۱۳،۵۱۸      |
| کالیفرنیا                 | درخت خنجری          | ۱۹۹۴      |       | ۳،۱۹۶       |
| کالیفرنیا                 | درهٔ شاهان           | ۱۹۴۰      |       | ۱،۸۶۹       |
| کالیفرنیا                 | لاسن آتش‌فشانی       | ۱۹۱۶      |       | ۴۲۹         |
| کالیفرنیا                 | ردوود               | ۱۹۶۸      |       | ۴۵۵         |
| کالیفرنیا                 | سکویا               | ۱۸۹۰      |       | ۱،۶۳۵       |
| کالیفرنیا                 | یوسمیتی             | ۱۸۹۰      |       | ۳،۰۸۱       |
| کلرادو                    | دره سیاه گانیسون    | ۱۹۹۹      |       | ۱۳۳         |
| کلرادو                    | گریت سند دونز       | ۲۰۰۴      |       | ۳۴۳         |
| کلرادو                    | مسا ورده            | ۱۹۰۶      |       | ۲۱۱         |
| کلرادو                    | کوهستان راکی        | ۱۹۱۵      |       | ۱،۰۷۸       |
| فلوریدا                   | بیسکاین             | ۱۹۸۰      |       | ۷۰۰         |
| فلوریدا                   | تورتوگاس            | ۱۹۹۲      |       | ۲۶۲         |
| فلوریدا                   | اورگلیدز            | ۱۹۴۷      |       | ۶،۱۰۵       |
| هاوایی                    | هاله‌آکالا           | ۱۹۱۶      |       | ۱۱۸         |
| هاوایی                    | آتش‌فشان‌های هاوایی   | ۱۹۱۶      |       | ۱،۳۰۹       |
| آیداهو                    | یلو استون           | ۱۸۷۲      |       | ۸،۹۸۰       |
| کنتاکی                    | پارک ملی ماموت کیو  | ۱۹۴۱      | ۸۳    | ۲۱۴         |
| ایالت مین                 | آکادیا              | ۱۹۱۹      | ۴۷    | ۱۲۳         |
| میشیگان                   | آیل رویال           | ۱۹۴۰      | ۸۹۴   | ۲،۳۱۴       |
| مینه‌سوتا                  | وویجرز              | ۱۹۷۵      | ۳۴۱   | ۸۸۲         |
| مونتانا                   | گلاشیر              | ۱۹۱۰      | ۱،۵۸۴ | ۴،۱۰۱       |
| مونتانا                   | یلو استون           | ۱۸۷۲      | ۳،۴۷۰ | ۸،۹۸۰       |
| نوادا                     | درهٔ مرگ             | ۱۹۹۴      | ۵،۲۱۹ | ۱۳،۵۱۸      |
| نوادا                     | باسین بزرگ          | ۱۹۸۶      | ۱۲۰   | ۳۱۲         |
| نیو مکزیکو                | کارلسبد کاورنس      | ۱۹۳۰      | ۷۳.۰۷ | ۱۸۹         |
| کارولینای شمالی           | کوهستان گریت اسموکی | ۱۹۳۴      | ۸۱۴   | ۲،۱۰۸       |
| داکوتای شمالی             | تئودور روزولت       | ۱۹۷۸      | ۱۱۰   | ۲۸۵         |
| اوهایو                    | دره کویاهوگا        | ۲۰۰۰      | ۵۱    | ۱۳۴         |
| اورگن                     | دریاچه کریتر        | ۱۹۰۲      | ۲۸۶   | ۷۴۱         |
| کارولینای جنوبی           | کونگاری             | ۲۰۰۳      | ۳۳    | ۸۸          |
| داکوتای جنوبی             | بدلندز              | ۱۹۷۸      | ۳۷۹   | ۹۸۲         |
| داکوتای جنوبی             | ویند کیو            | ۱۹۰۳      | ۴۴    | ۱۱۴         |
| تنسی                      | کوهستان گریت اسموکی | ۱۹۳۴      | ۸۱۴   | ۲،۱۰۸       |
| تگزاس                     | بیگ بند             | ۱۹۴۴      | ۱،۲۵۲ | ۳،۲۴۲       |
| تگزاس                     | کوهستان گوادالوپ    | ۱۹۶۶      | ۱۳۵   | ۳۵۰         |
| مجمع‌الجزایر ویرجین آمریکا | جزایر ویرجین        | ۱۹۵۶      | ۲۳    | ۵۹          |
| یوتا                      | آرچس                | ۱۹۷۱      | ۱۱۹   | ۳۰۹         |
| یوتا                      | برایس کانیون        | ۱۹۲۸      | ۵۶    | ۱۴۵         |
| یوتا                      | کاپیتول ریف         | ۱۹۷۱      | ۳۷۸   | ۹۷۹         |
| یوتا                      | کانیون‌لندز          | ۱۹۶۴      | ۵۲۷   | ۱،۳۶۶       |
| یوتا                      | زیون                | ۱۹۱۹      | ۲۲۹   | ۵۹۳         |
| ویرجینیا                  | شناندوآه            | ۱۹۳۵      | ۳۱۱   | ۸۰۵         |
| واشنگتن                   | کوه رینیر           | ۱۸۹۹      | ۳۶۸   | ۹۵۴         |
| واشنگتن                   | آبشارهای شمال       | ۱۹۶۸      | ۷۸۹   | ۲۰۴۵        |
| واشنگتن                   | المپیک              | ۱۹۳۸      | ۱،۴۴۲ | ۳،۷۳۴       |
| وایومینگ                  | گراند تیتون         | ۱۹۲۹      | ۴۸۴   | ۱،۲۵۵       |
| وایومینگ                  | یلو استون           | ۱۸۷۲      | ۳،۴۷۰ | ۸،۹۸۰       |